# Macrocypraea
Macrocypraea (no passado, colocadas no gênero Cypraea) é um gênero de moluscos gastrópodes marinhos, carnívoros, pertencente à família Cypraeidae da ordem Littorinimorpha. Foi classificado por Schilder, em 1930; e sua primeira espécie, Macrocypraea zebra, fora descrita como Cypraea zebra por Carolus Linnaeus, em 1758, sendo sua espécie-tipo. Sua distribuição geográfica abrange o oeste e, principalmente, a costa leste da América; em regiões de clima tropical e subtropical.

As espécies do gênero Macrocypraea Schilder, 1930 têm como habitat as águas tropicais e subtropicais ao redor das costas da América.[3][5]

## Descrição da concha
Conchas grandes, um tanto cilíndricas; com dentes fortes, de coloração mais escura, no lábio externo e columela. Abertura terminando em dois canais curtos, de cada lado; um deles, o canal sifonal. Superfície de castanho clara a escura, com faixas e manchas esbranquiçadas e arredondadas sobre suas superfícies polidas. Uma das espécies, Macrocypraea cervus (Linnaeus, 1771), chegando a quase 20 centímetros de comprimento, podendo crescer num comprimento maior do que qualquer outro Cypraeidae e rivalizando com Cypraea tigris Linnaeus, 1758, em volume. pertencente à família Cypraeidae da ordem Littorinimorpha.

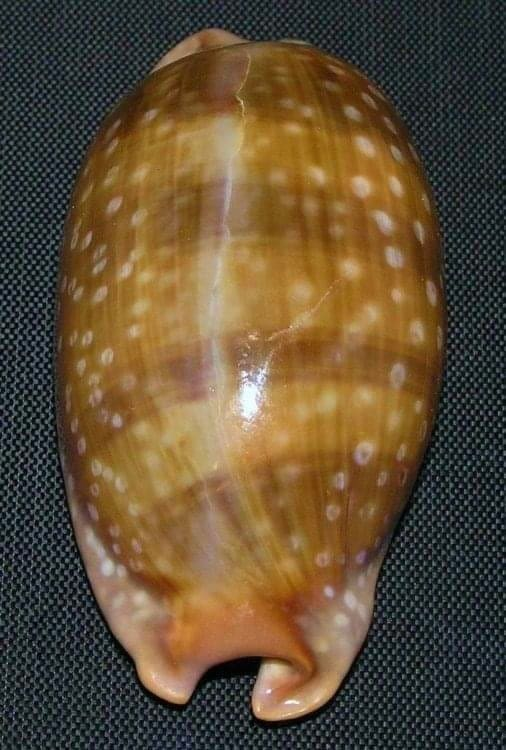
Concha de Macrocypraea cervinetta, vista superior; espécime do Panamá; região pacífica da província de Veraguas.

## Espécies deMacrocypraea, nomenclatura e distribuição geográfica
- Macrocypraea zebra (Linnaeus, 1758); ex Cypraea zebra Linnaeus, 1758; no Atlântico ocidental, distribuída da Carolina do Norte, Flórida e Texas, nos Estados Unidos, e passando pelo mar do Caribe e norte da América do Sul, até a região sul do Brasil (do Pará até o Rio Grande do Sul).[6][8][9]
- Macrocypraea cervus (Linnaeus, 1771); ex Cypraea cervus Linnaeus, 1771; no Atlântico ocidental, distribuída da Carolina do Norte, Flórida e Texas, nos Estados Unidos, até o México e as regiões das Antilhas, no mar do Caribe, e Bermudas.[3]
- Macrocypraea cervinetta (Kiener, 1844); ex Cypraea cervinetta Kiener, 1844; do leste do oceano Pacífico, na costa oeste das Américas; distribuída pelo sul do golfo da Califórnia até o Equador e Peru, incluindo as ilhas Galápagos.[2][3]
- Macrocypraea mammoth Simone & Cavallari, 2020; no Atlântico ocidental, endêmica da área de Trindade e Martim Vaz, no estado do Espírito Santo, região sudeste do Brasil.[10]

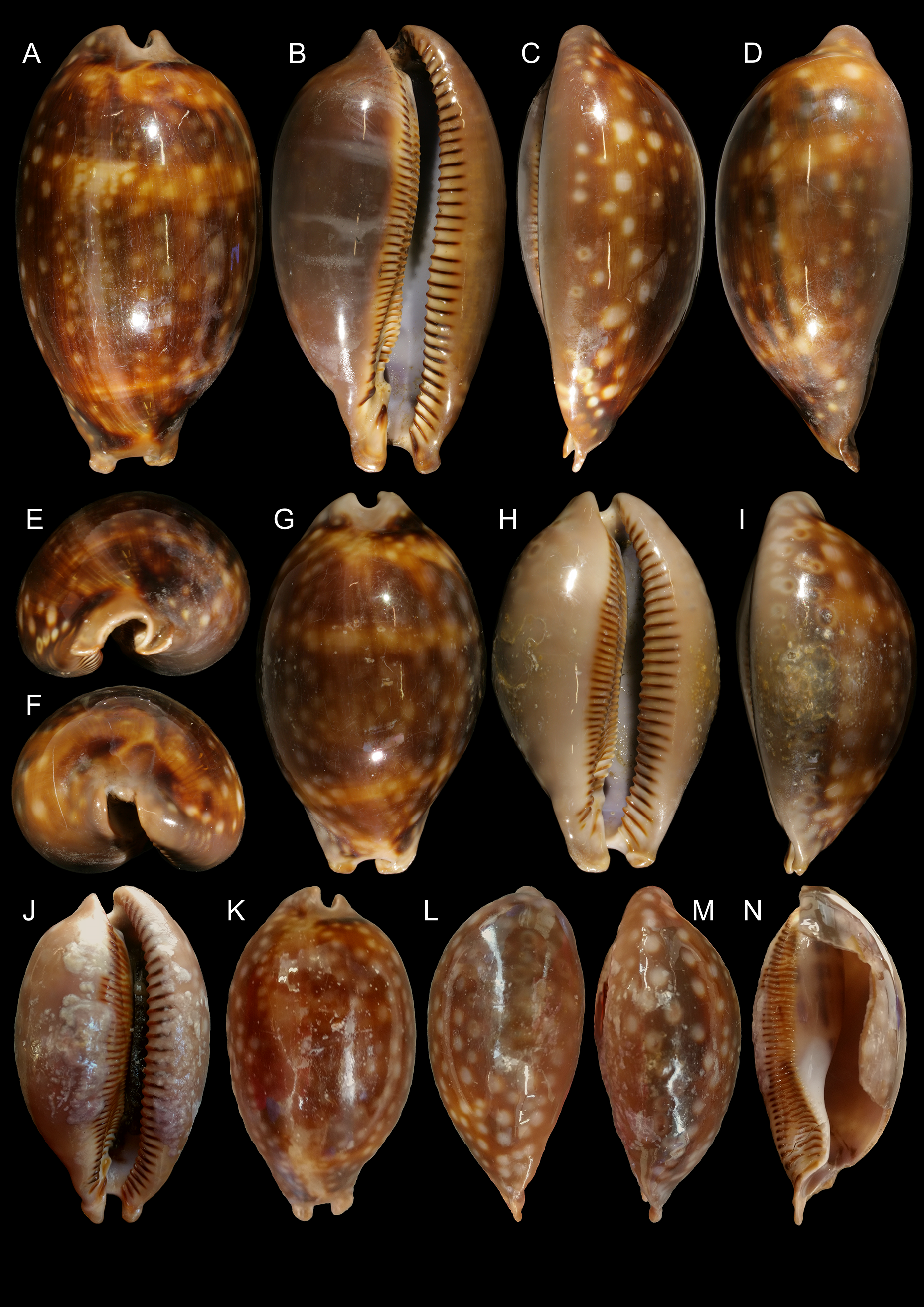
Macrocypraea mammoth. Holótipo (imagens A-F) e parátipos.